# 플라사 데 산츠역
플라사 데 산츠 역(카탈루냐어: Plaça de Sants)은 바르셀로나 지하철의 역이다. 바르셀로나 산츠몬주이크 구에 위치해 있으며, 역명은 근처의 산츠 광장 (Plaça de Sants)에서 따왔다. 바르셀로나 지하철 1호선과 5호선이 지나는 환승역이다.
1호선 승강장은 산츠 로 (Carrer de Sants), 달콜레아 로 (Carrer d'Alcolea), 과디아나 로 (Carrer de Guadiana)가 만나는 교차로 지하에 위치해 있으며, 88m 길이의 상대식 승강장 두 개의 구조로 되어 있다. 5호선 승강장은 그로부터 서쪽으로 200m 떨어진, 달콜레아 로와 과디아나 로가 만나는 산츠 광장 지하에 위치해 있으며, 94m 길이의 상대식 승강장 두 개로 지어져 있다. 이 두 노선의 승강장은 지하 도보로 연결되며, 산츠 광장과 산츠 로 방면에 출입구가 총 여섯 개 나 있다. 바르셀로나 산츠 역과는 걸어서 10분 거리에 있지만, 3호선과 5호선으로 갈아탈 수 있는 산츠 에스타시오 역이 조금 더 가깝다.
1926년 바르셀로나 지하철 1호선의 카탈루냐 역-보르데타 역 구간이 처음으로 개통되면서 문을 열었다. 1969년에는 5호선의 콜블랑 역-디아고날 역 구간이 개통되면서 문을 열은 동시에 환승역이 되었다.